# ليغو ستار وورز: ذا سكاي واكرز ساغا
ليغو ستار وورز: ذا سكاي واكرز ساغا، هي لعبة فيديو بريطانية، من تطوير ترافيلرز تيلز، ونشرها شركة وارنر برذرز إنترآكتيف إنترتيمنت الأمريكية، صدرت اللعبة في المتاجر الإلكترونية بتاريخ 5 أبريل 2022، وتعمل على منصات ويندوز، وبلاي ستيشن 4 وبلاي ستيشن 5 وإكس بوكس ون وإكس بوكس سيرياس إكس وإس ونينتندو سويتش، تدعم اللعبة 15 لغة، ومن بينها العربية.